# 鶴又薬品
鶴又薬品株式会社（つるまたやくひん）は青森県五所川原市本町33に本社を置く、医薬品・医療機器を主に取り扱う企業であった。設立・昭和25年11月27日

## 沿革
- 昭和4年11月 五所川原市にて原又三郎が「鶴又原薬輔」創業
- 昭和19年11月五所川原町大火により店舗焼失
- 昭和25年11月 資本金80万円で「有限会社鶴又原薬舗」設立
- 昭和29年「津軽鉄道株式会社」取締役に就任
- 昭和34年4月「弘前店」開設
- 昭和35年7月「青森店」開設
- 昭和36年9月八戸市の「大平薬局」卸部門を譲受し資本金100万円で「大平商事」設立
- 昭和36年12月八戸市の「和泉薬局」卸部門と「大平商事」が合併し資本金130万円で「八戸薬品」設立
- 昭和37年10月黒石市の「松井薬局」卸部門を分離し資本金50万円で「「松井薬品株式会社」設立
- 昭和38年「津軽観光」取締役就任
- 昭和38年6月東京都に「大鵬薬品工業株式会社」（大塚製薬と全国の主要卸業者が出資して設立された企業である）設立。青森地区独占販売契約を締結。大鵬薬品は1県1社代理店制度を採用する
- 昭和41年10月「むつ店」開設
- 昭和42年10月「青森配送センター」開設
- 昭和43年5月十勝沖地震の発生により各店舗が被害を受ける
- 昭和43年7月 資本金1000万円で「鶴又薬品株式会社」に改組社名変更
- 昭和44年10月岩手県盛岡市茶畑の資本金2000万円の田辺製薬系の「田村薬品株式会社」と資本提携し子会社化
- 昭和47年6月「大館店」開設
- 昭和47年11月「松井薬品」を合併
- 平成4年4月八戸市の「八戸薬品」と岩手県盛岡市の「田村薬品」と合併し「ショウエー」を設立

## 営業所
- 青森県:五所川原本社・青森営業所・弘前営業所・むつ営業所
- 秋田県:大館営業所

## 主な取引メーカー
- 三共
- 田辺製薬
- 萬有製薬